# Lingga Alas
Lingga Alas is een bestuurslaag in het regentschap Aceh Tenggara van de provincie Atjeh, Indonesië. Lingga Alas telt 107 inwoners (volkstelling 2010).